# Borussia Verein für Leibesübungen 1900 Mönchengladbach 2001-2002
Questa voce raccoglie le informazioni riguardanti il Borussia Verein für Leibesübungen 1900 Mönchengladbach nelle competizioni ufficiali della stagione 2001-2002.

## Stagione
Nella stagione 2001-2002 il Borussia Mönchengladbach, allenato da Hans Meyer, concluse il campionato di Bundesliga al 12º posto. In Coppa di Germania il Borussia Mönchengladbach fu eliminato al secondo turno dal Monaco 1860.

## Rosa
| N. |                        | Ruolo | Calciatore      |
| -- | ---------------------- | ----- | --------------- |
| 1  | Germania (bandiera)    | P     | Uwe Kamps       |
| 2  | Germania (bandiera)    | D     | Max Eberl       |
| 3  | Germania (bandiera)    | D     | Markus Münch    |
| 4  | Germania (bandiera)    | D     | Steffen Korell  |
| 5  | Croazia (bandiera)     | D     | Slađan Ašanin   |
| 6  | Slovacchia (bandiera)  | C     | Igor Demo       |
| 7  | Danimarca (bandiera)   | C     | Peter Nielsen   |
| 8  | Rep. Ceca (bandiera)   | C     | Ivo Ulich       |
| 9  | Paesi Bassi (bandiera) | A     | Arie van Lent   |
| 10 | Belgio (bandiera)      | A     | Peter Van Houdt |
| 11 | Germania (bandiera)    | C     | Marcel Witeczek |
| 12 | Germania (bandiera)    | P     | Bernd Meier     |
| 13 | Germania (bandiera)    | A     | Benjamin Auer   |
| 14 | Germania (bandiera)    | A     | Marco Küntzel   |
| 15 | Brasile (bandiera)     | D     | Marcelo Pletsch |

| N. |                        | Ruolo | Calciatore         |
| -- | ---------------------- | ----- | ------------------ |
| 16 | Paesi Bassi (bandiera) | C     | Berthil ter Avest  |
| 17 | Paesi Bassi (bandiera) | D     | Quido Lanzaat      |
| 18 | Belgio (bandiera)      | C     | Stephane Stassin   |
| 19 | Germania (bandiera)    | C     | Bernd Korzynietz   |
| 20 | Germania (bandiera)    | C     | Daniel Felgenhauer |
| 21 | Germania (bandiera)    | C     | Markus Hausweiler  |
| 22 | Germania (bandiera)    | C     | Benjamin Schüßler  |
| 23 | Ghana (bandiera)       | A     | Lawrence Aidoo     |
| 24 | Germania (bandiera)    | C     | Peer Kluge         |
| 26 | Polonia (bandiera)     | A     | Marcin Mięciel     |
| 28 | Svizzera (bandiera)    | P     | Jörg Stiel         |
| 29 | Germania (bandiera)    | A     | Markus Osthoff     |
| 30 | Germania (bandiera)    | C     | Jens Bäumer        |
| 31 | Germania (bandiera)    | P     | Michael Melka      |
| 33 | Finlandia (bandiera)   | P     | Otto Fredrikson    |

## Organigramma societario
Area tecnica
- Allenatore: Hans Meyer
- Allenatore in seconda: Michael Frontzeck, Manfred Stefes
- Preparatore dei portieri:
- Preparatori atletici:

## Calciomercato

### Sessione estiva
| Acquisti | Acquisti           | Acquisti        | Acquisti |
| R.       | Nome               | da              | Modalità |
| -------- | ------------------ | --------------- | -------- |
| P        | Jörg Stiel         | San Gallo       |          |
| C        | Daniel Felgenhauer | Greuther Fürth  |          |
| C        | Peer Kluge         | Chemnitz        |          |
| A        | Marco Küntzel      | Babelsberg      |          |
| P        | Michael Melka      | Preußen Münster |          |
| A        | Marcin Mięciel     | Legia Varsavia  |          |
| D        | Markus Münch       | Beşiktaş        |          |
| C        | Ivo Ulich          | Slavia Praga    |          |

| Cessioni | Cessioni          | Cessioni       | Cessioni |
| R.       | Nome              | da             | Modalità |
| -------- | ----------------- | -------------- | -------- |
| A        | Mehdi Ben Slimane | Friburgo       |          |
| C        | Matthias Hagner   | Greuther Fürth |          |

### Sessione invernale
| Acquisti | Acquisti | Acquisti | Acquisti |
| R.       | Nome     | da       | Modalità |
| -------- | -------- | -------- | -------- |

| Cessioni | Cessioni | Cessioni | Cessioni |
| R.       | Nome     | da       | Modalità |
| -------- | -------- | -------- | -------- |

## Risultati

### Bundesliga

#### Girone di andata
| Arbitro: | Steinborn |

|              |           |  |
| van Lent 23’ | Marcatori |  |

| Arbitro: | Sippel |

|                                      |           |                   |
| Basler 67’ Koch 89’ (rig.) Ramzy 90’ | Marcatori | 52’, 61’ van Lent |

| Mönchengladbach 12 agosto 2001, ore 17:30 CEST 3ª giornata | Borussia M'gladbach | 0 – 0 referto | Schalke 04 | Bökelbergstadion (34 500 spett.)\| Arbitro: \| Fröhlich \| |
| Arbitro:                                                   | Fröhlich            |               |            |                                                            |

| Arbitro: | Wagner |

|  |           |                             |
|  | Marcatori | 47’ Korzynietz 90’ van Lent |

| Arbitro: | Strampe |

|  |           |                |
|  | Marcatori | 3’ (rig.) Butt |

| Arbitro: | Krug |

|                                      |           |                                 |
| Benjamin 14’ Albertz 17’ (rig.), 90’ | Marcatori | 21’ Münch 56’ Houdt 90’ Mięciel |

| Arbitro: | Wack |

|                               |           |                           |
| van Lent 51’ (rig.) Houdt 90’ | Marcatori | 60’ Bajramović 90’ Meggle |

| Arbitro: | Weiner |

|             |           |  |
| Verlaat 84’ | Marcatori |  |

| Arbitro: | Aust |

|                 |           |                         |
| Demo 78’ (rig.) | Marcatori | 13’ Ricken 23’ Ewerthon |

| Arbitro: | Keßler |

|          |           |                             |
| Frey 75’ | Marcatori | 10’ Mięciel 62’ (aut.) Nikl |

| Arbitro: | Merk |

|                               |           |                     |
| Münch 10’ (rig.) Witeczek 81’ | Marcatori | 3’ Kehl 65’ Sellimi |

| Arbitro: | Krug |

|                                      |           |  |
| Paraíba 12’ van Burik 29’ Preetz 66’ | Marcatori |  |

| Mönchengladbach 18 novembre 2001, ore 17:30 CET 13ª giornata | Borussia M'gladbach | 0 – 0 referto | Energie Cottbus | Bökelbergstadion (27 800 spett.)\| Arbitro: \| Sippel \| |
| Arbitro:                                                     | Sippel              |               |                 |                                                          |

| Arbitro: | Fleischer |

|                               |           |           |
| Marić 6’ Petrov 22’ Ponte 57’ | Marcatori | 65’ Houdt |

| Arbitro: | Berg |

|            |           |             |
| Wenzel 48’ | Marcatori | 89’ Küntzel |

| Arbitro: | Merk |

|  |           |                             |
|  | Marcatori | 12’ Rydlewicz 73’ Arvidsson |

| Arbitro: | Fandel |

|              |           |                             |
| Max 23’, 42’ | Marcatori | 22’ Korzynietz 26’ van Lent |

#### Girone di ritorno
| Monaco di Baviera 18 dicembre 2001, ore 20:00 CET 18ª giornata | Bayern Monaco | 0 – 0 referto | Borussia M'gladbach | Stadio Olimpico (41 000 spett.)\| Arbitro: \| Kircher \| |
| Arbitro:                                                       | Kircher       |               |                     |                                                          |

| Arbitro: | Wack |

|  |           |                                   |
|  | Marcatori | 76’ (aut.) Pletsch 90’ Pettersson |

| Arbitro: | Albrecht |

|                        |           |  |
| Wilmots 1’ Asamoah 90’ | Marcatori |  |

| Arbitro: | Fröhlich |

|                                         |           |  |
| Münch 51’ (rig.) van Lent 54’, 60’, 68’ | Marcatori |  |

| Arbitro: | Stark |

|                                                                |           |  |
| Ballack 9’ Neuville 17’ Schneider 31’ Ramelow 84’ Berbatov 87’ | Marcatori |  |

| Arbitro: | Wagner |

|                          |           |                    |
| Houdt 3’ Demo 32’ (rig.) | Marcatori | 30’ (rig.) Cardoso |

| Arbitro: | Strampe |

|            |           |              |
| Kientz 35’ | Marcatori | 31’ van Lent |

| Arbitro: | Krug |

|           |           |  |
| Houdt 36’ | Marcatori |  |

| Arbitro: | Gagelmann |

|                                                  |           |                 |
| Nielsen 10’ (aut.) Amoroso 63’ (rig.) Koller 77’ | Marcatori | 48’ (aut.) Dedê |

| Arbitro: | Berg |

|                   |           |  |
| Sanneh 28’ (aut.) | Marcatori |  |

| Arbitro: | Fröhlich |

|  |           |              |
|  | Marcatori | 79’ van Lent |

| Arbitro: | Stark |

|                         |           |             |
| Ulich 4’ Aidoo 57’, 67’ | Marcatori | 33’ Paraíba |

| Arbitro: | Wack |

|                            |           |                                                |
| Topić 31’ Kałużny 34’, 70’ | Marcatori | 37’ Ašanin 64’ (rig.) Münch 85’ (aut.) Piplica |

| Arbitro: | Koop |

|  |           |                    |
|  | Marcatori | 48’, 60’ Klimowicz |

| Arbitro: | Aust |

|                    |           |                        |
| Houdt 68’ Auer 80’ | Marcatori | 48’ Balăkov 84’ Dundee |

| Arbitro: | Albrecht |

|         |           |          |
| Hill 9’ | Marcatori | 17’ Demo |

| Arbitro: | Berg |

|                      |           |                                         |
| Demo 6’ van Lent 66’ | Marcatori | 25’, 46’ Bierofka 64’, 69’ (rig.) Šuker |

### Coppa di Germania
| Arbitro: | Stark |

|                                  |                      |                              |
| Eichinger Azaouagh Maas Steffgen | Tiri di rigore 2 – 4 | van Lent Küntzel Ulich Houdt |

| Arbitro: | Meyer |

|                                                  |           |                                            |
| Weissenberger 8’ Max 48’ Šuker 57’ Wiesinger 74’ | Marcatori | 29’ Hausweiler 33’ van Lent 38’ Korzynietz |

## Statistiche

### Statistiche di squadra
| Competizione      | Punti | In casa | In casa | In casa | In casa | In casa | In casa | In trasferta | In trasferta | In trasferta | In trasferta | In trasferta | In trasferta | Totale | Totale | Totale | Totale | Totale | Totale | DR  |
| Competizione      | Punti | G       | V       | N       | P       | Gf      | Gs      | G            | V            | N            | P            | Gf           | Gs           | G      | V      | N      | P      | Gf     | Gs     | DR  |
| ----------------- | ----- | ------- | ------- | ------- | ------- | ------- | ------- | ------------ | ------------ | ------------ | ------------ | ------------ | ------------ | ------ | ------ | ------ | ------ | ------ | ------ | --- |
| Bundesliga        | 39    | 17      | 6       | 5       | 6       | 21      | 21      | 17           | 3            | 7            | 7            | 20           | 32           | 34     | 9      | 12     | 13     | 41     | 53     | -12 |
| Coppa di Germania | -     | 0       | 0       | 0       | 0       | 0       | 0       | 2            | 0            | 1            | 1            | 3            | 4            | 2      | 0      | 1      | 1      | 3      | 4      | -1  |
| Totale            | 39    | 17      | 6       | 5       | 6       | 21      | 21      | 19           | 3            | 8            | 8            | 23           | 36           | 36     | 9      | 13     | 14     | 44     | 57     | -13 |

### Andamento in campionato
| Giornata  | 1 | 2 | 3 | 4 | 5 | 6 | 7 | 8  | 9  | 10 | 11 | 12 | 13 | 14 | 15 | 16 | 17 | 18 | 19 | 20 | 21 | 22 | 23 | 24 | 25 | 26 | 27 | 28 | 29 | 30 | 31 | 32 | 33 | 34 |
| --------- | - | - | - | - | - | - | - | -- | -- | -- | -- | -- | -- | -- | -- | -- | -- | -- | -- | -- | -- | -- | -- | -- | -- | -- | -- | -- | -- | -- | -- | -- | -- | -- |
| Luogo     | C | T | C | T | C | T | C | T  | C  | T  | C  | T  | C  | T  | T  | C  | T  | T  | C  | T  | C  | T  | C  | T  | C  | T  | C  | T  | C  | T  | C  | C  | T  | C  |
| Risultato | V | P | N | V | P | N | N | P  | P  | V  | N  | P  | N  | P  | N  | P  | N  | N  | P  | P  | V  | P  | V  | N  | V  | P  | V  | V  | V  | N  | P  | N  | N  | P  |
| Posizione | 6 | 8 | 8 | 6 | 7 | 8 | 9 | 11 | 12 | 10 | 9  | 11 | 10 | 12 | 13 | 14 | 14 | 14 | 14 | 14 | 14 | 15 | 13 | 14 | 12 | 13 | 12 | 12 | 12 | 11 | 12 | 12 | 12 | 12 |

Legenda:

Luogo: C = Casa; T = Trasferta. Risultato: V = Vittoria; N = Pareggio; P = Sconfitta.

### Statistiche dei giocatori
| Giocatore      | Bundesliga | Bundesliga | Bundesliga  | Bundesliga | Coppa di Germania | Coppa di Germania | Coppa di Germania | Coppa di Germania | Totale   | Totale | Totale      | Totale     |
| Giocatore      | Presenze   | Reti       | Ammonizioni | Espulsioni | Presenze          | Reti              | Ammonizioni       | Espulsioni        | Presenze | Reti   | Ammonizioni | Espulsioni |
| -------------- | ---------- | ---------- | ----------- | ---------- | ----------------- | ----------------- | ----------------- | ----------------- | -------- | ------ | ----------- | ---------- |
| L. Aidoo       | 14         | 2          | 2           | 0          | 0                 | 0                 | 0                 | 0                 | 14       | 2      | 2           | 0          |
| B. Auer        | 8          | 1          | 1           | 0          | 0                 | 0                 | 0                 | 0                 | 8        | 1      | 1           | 0          |
| B. Avest       | 1          | 0          | 0           | 0          | 0                 | 0                 | 0                 | 0                 | 1        | 0      | 0           | 0          |
| S. Ašanin      | 27         | 1          | 0           | 0          | 1                 | 0                 | 0                 | 0                 | 28       | 1      | 0           | 0          |
| J. Bäumer      | 0          | 0          | 0           | 0          | 0                 | 0                 | 0                 | 0                 | 0        | 0      | 0           | 0          |
| I. Demo        | 24         | 4          | 3           | 0          | 1                 | 0                 | 0                 | 0                 | 25       | 4      | 3           | 0          |
| M. Eberl       | 30         | 0          | 6           | 0          | 2                 | 0                 | 1                 | 0                 | 32       | 0      | 7           | 0          |
| D. Felgenhauer | 12         | 0          | 0           | 0          | 0                 | 0                 | 0                 | 0                 | 12       | 0      | 0           | 0          |
| O. Fredrikson  | 0          | 0          | 0           | 0          | 0                 | 0                 | 0                 | 0                 | 0        | 0      | 0           | 0          |
| M. Hausweiler  | 28         | 0          | 5           | 0          | 2                 | 1                 | 0                 | 0                 | 30       | 1      | 5           | 0          |
| P. Houdt       | 31         | 6          | 4           | 0          | 2                 | 0                 | 1                 | 0                 | 33       | 6      | 5           | 0          |
| U. Kamps       | 0          | 0          | 0           | 0          | 0                 | 0                 | 0                 | 0                 | 0        | 0      | 0           | 0          |
| P. Kluge       | 10         | 0          | 0           | 0          | 0                 | 0                 | 0                 | 0                 | 10       | 0      | 0           | 0          |
| S. Korell      | 29         | 0          | 9           | 2          | 2                 | 0                 | 0                 | 0                 | 31       | 0      | 9           | 2          |
| B. Korzynietz  | 21         | 2          | 1           | 0          | 2                 | 1                 | 0                 | 0                 | 23       | 3      | 1           | 0          |
| M. Küntzel     | 10         | 1          | 0           | 0          | 2                 | 0                 | 0                 | 0                 | 12       | 1      | 0           | 0          |
| Q. Lanzaat     | 1          | 0          | 0           | 0          | 0                 | 0                 | 0                 | 0                 | 1        | 0      | 0           | 0          |
| B. Meier       | 1          | 0          | 0           | 0          | 0                 | 0                 | 0                 | 0                 | 1        | 0      | 0           | 0          |
| M. Melka       | 3          | 0          | 0           | 0          | 0                 | 0                 | 0                 | 0                 | 3        | 0      | 0           | 0          |
| M. Mięciel     | 18         | 2          | 1           | 0          | 1                 | 0                 | 0                 | 0                 | 19       | 2      | 1           | 0          |
| M. Münch       | 28         | 4          | 6           | 0          | 1                 | 0                 | 0                 | 0                 | 29       | 4      | 6           | 0          |
| P. Nielsen     | 25         | 0          | 1           | 1          | 1                 | 0                 | 0                 | 0                 | 26       | 0      | 1           | 1          |
| M. Osthoff     | 0          | 0          | 0           | 0          | 0                 | 0                 | 0                 | 0                 | 0        | 0      | 0           | 0          |
| M. Pletsch     | 27         | 0          | 4           | 0          | 2                 | 0                 | 0                 | 0                 | 29       | 0      | 4           | 0          |
| B. Schüßler    | 0          | 0          | 0           | 0          | 0                 | 0                 | 0                 | 0                 | 0        | 0      | 0           | 0          |
| S. Stassin     | 11         | 0          | 3           | 0          | 2                 | 0                 | 1                 | 0                 | 13       | 0      | 4           | 0          |
| J. Stiel       | 30         | 0          | 3           | 0          | 2                 | 0                 | 0                 | 0                 | 32       | 0      | 3           | 0          |
| I. Ulich       | 29         | 1          | 3           | 0          | 2                 | 0                 | 0                 | 0                 | 31       | 1      | 3           | 0          |
| M. Witeczek    | 24         | 1          | 3           | 0          | 1                 | 0                 | 0                 | 0                 | 25       | 1      | 3           | 0          |
| A. van Lent    | 30         | 12         | 3           | 0          | 2                 | 1                 | 0                 | 0                 | 32       | 13     | 3           | 0          |